# Tounfafi (Yékoua)
Tounfafi (auch: Toumfafi) ist ein Dorf in der Landgemeinde Yékoua in Niger.

## Geographie
Das von einem traditionellen Ortsvorsteher (chef traditionnel) geleitete Dorf liegt an der Staatsgrenze zu Nigeria. Es befindet sich rund acht Kilometer westlich des Hauptorts Yékoua der gleichnamigen Landgemeinde, die zum Departement Magaria in der Region Zinder gehört. Zu weiteren Siedlungen in der Umgebung von Tounfafi zählen Tchédia im Norden und Karam im Nordosten.
Tounfafi ist Teil der Übergangszone zwischen Sahel und Sudan. Die durchschnittliche jährliche Niederschlagsmenge beträgt hier zwischen 400 und 500 mm.

## Bevölkerung
Bei der Volkszählung 2012 hatte Tounfafi 1312 Einwohner, die in 183 Haushalten lebten. Bei der Volkszählung 2001 betrug die Einwohnerzahl 872 in 136 Haushalten und bei der Volkszählung 1988 belief sich die Einwohnerzahl auf 1685 in 252 Haushalten.

## Wirtschaft und Infrastruktur
Es gibt eine Schule im Dorf. Die 61,4 Kilometer lange Nationalstraße 12 zwischen Magaria und der Staatsgrenze verläuft durch Tounfafi. Es handelt sich um eine moderne Erdstraße.